# Yume Miru Uchuu
Yume Miru Uchuu (夢見る宇宙) é o décimo oitavo álbum de estúdio da banda japonesa de rock Buck-Tick, lançado em 19 de setembro de 2012. É o primeiro na gravadora própria do Buck-Tick, Lingua Sounda, fundada em 2011 no aniversário de 25 de anos de carreira da banda.

## Recepção
O álbum alcançou a décima quarta posição nas paradas da Oricon Albums Chart e a décima segunda na Billboard Japan.

## Produção
A capa da edição limitada do álbum é baseada na pintura Gold Fish do pintor austríaco Gustav Klimt.

## Faixas[7]
| N.º | Título                                                                  | Duração |  |
| 1.  | "Elise no Tame ni -Rock For Elise-" (エリーゼのために -ROCK for Elise-) | 4:24    |  |
| 2.  | "Climax Together"                                                       | 4:53    |  |
| 3.  | "Lady Skeleton"                                                         | 4:06    |  |
| 4.  | "Ningyo -Mermaid-" (人魚 -mermaid-)                                     | 4:02    |  |
| 5.  | "Yumeji" (夢路)                                                         | 4:01    |  |
| 6.  | "Only You -We Are Not Alone-"                                           | 4:04    |  |
| 7.  | "Kinji Rareta Asobi -Adult Children-" (禁じられた遊び ‐ADULT CHILDREN‐) | 5:01    |  |
| 8.  | "Yasou" (夜想)                                                          | 3:47    |  |
| 9.  | "Inter Raptor"                                                          | 4:01    |  |
| 10. | "Miss Take –I'm Not Miss Take-"                                         | 4:47    |  |
| 11. | "Yume Miru Uchuu -Cosmix-" (夢見る宇宙 -cosmix-)                        | 4:26    |  |

## Ficha técnica

### Buck-Tick
- Atsushi Sakurai - vocais
- Hisashi Imai - guitarra solo
- Hidehiko Hoshino - guitarra rítmica
- Yutaka Higuchi - baixo
- Toll Yagami - bateria
- produzido por Buck-Tick

### Músicos adicionais
- Kazutoshi Yokoyama - manipulador, sintetizador nas faixas 1 a 3 e 6 a 11
- Cube Juice - manipulação e sintetizador nas faixas 4 e 5
- Tabu Zombie - trompete na faixa 6
- Motoharu - saxofone tenor na faixa 6
- Kenichi Fukushima - saxofone barítono na faixa 6

### Produção
- Junichi Tanaka - co-produção e direção
- Hitoshi Hiruma - gravação e mixação
- Kazunori Akita - direção de arte e design